# Naegwang-ri
Naegwang-ri (tiếng Hàn: 내광리) là một phân cấp hành chính, hoặc ấp, nằm ở Onyang, Ulju, Ulsan, Hàn Quốc. Nó nằm ở phía Tây Oegwang-ri, phía Bắc của núi Daeunsan.

## Liên kết
- Trang chính thức Onyang (tiếng Hàn)